# Pseudorhaphitoma darnleyi
Pseudorhaphitoma darnleyi is een slakkensoort uit de familie van de Mangeliidae. De wetenschappelijke naam van de soort is voor het eerst geldig gepubliceerd in 1876 door Brazier.